# Sindesmosis
La sindesmosis es una articulación fibrosa que une huesos separados por una amplia distancia con una lámina de tejido fibroso, ya sea un ligamento o una membrana fibrosa. 
Constituye importantes estructuras protectoras contra movimientos excesivos en la columna vertebral y elementos de refuerzo en algunas articulaciones. 
Se puede clasificar en dos:
- Por membrana: se localiza entre los huesos del antebrazo y la pierna (membrana interósea) y los huesos de la bóveda craneal en el recién nacido (fontanelas).

- Por ligamentos: se localizan entre los arcos vertebrales, las apófisis espinosas y transversas de las vértebras y las porciones distales de los huesos de la pierna, entre otras.

- Datos: Q1934644